# 북동부주 (케냐)

북동부주

북동부주(North Eastern Province)는 케냐에 존재했던 8개 주 가운데 하나다. 주도는 가리사였으며 면적은 126,902km2, 인구는 962,143명(1999년 기준)였다. 남쪽으로는 해안주, 서쪽으로는 동부주와 접하며 북쪽으로는 에티오피아, 동쪽으로는 소말리아와 국경을 접했다. 11개 구(파피구, 가리사구, 이자라구, 라그데라구, 동만데라구, 중앙만데라구, 서만데라구, 동와지르구, 서와지르구, 남와지르구, 북와지르구)를 관할했다.